# 대한민국 형사소송법 제68조
대한민국 형사소송법 제68조는 소환에 대한 형사소송법의 조문이다.

## 조문
第68條(召喚) 法院은 被告人을 召喚할 수 있다.

제68조(소환) 법원은 피고인을 소환할 수 있다.

## 참조조문
형사소송규칙 제45조(소환의 유예기간) 피고인에 대한 소환장은 법 제269조의 경우를 제외하고는 늦어도 출석할 일시 12시간 이전에 송달하여야 한다. 다만, 피고인이 이의를 하지 아니하는 때에는 그러하지 아니하다.

형사소송법 제269조(제1회 공판기일의 유예기간) ① 제1회 공판기일은 소환장의 송달 후 5일 이상의 유예기간을 두어야 한다.
②피고인이 이의없는 때에는 전항의 유예기간을 두지 아니할 수 있다.

## 해설
법원의 피고인 소환권은 지정할 일시, 장소에 출석할 것을 명하는 강제처분으로 피고인에게 출석의무가 발생한다.

## 참고 문헌
- 손동권 신이철, 새로운 형사소송법(초판, 2013), 세창, 2013. ISBN 9788984114081

## 같이 보기
- 강제처분